# Hunteria camerunensis
Hunteria camerunensis är en oleanderväxtart som beskrevs av Karl Moritz Schumann och Hallier f.. Hunteria camerunensis ingår i släktet Hunteria och familjen oleanderväxter. Inga underarter finns listade i Catalogue of Life.